# Alain Lachassagne
Pour les articles homonymes, voir Lachassagne.
Alain Lachassagne est un chef-opérateur du son français né à Lyon le 31 décembre 1943.

## Biographie
Alain Lachassagne, diplômé de l'École nationale Louis-Lumière (Promotion « Son » 1966), a commencé sa carrière à la télévision au service des sports.
En 1972, il crée avec des anciens de l'école Pierre Lenoir, Bernard Bats, Pierre Gamet, Jean-François Robin et Philippe Rousselot, une coopérative de production Copra films qui produira quelques films comme Mais qu'est-ce quelles veulent ? de Coline Serreau ou Ce répondeur ne prend pas de message d'Alain Cavalier.
Par la suite, en 1980, Copra films deviendra une coopérative d'ingénieurs du son. 
Alain Lachassagne continue en parallèle sa carrière d'ingénieur du son dans le cinéma, il travaillera avec Robert Enrico, Michel Blanc, Patrice Leconte, Georges Lautner,  Gérard Lauzier,  Claude Pinoteau, ou Alain Cavalier avec qui il a obtenu deux nominations lors des César du cinéma français.
En 1993, les membres de Copra films créent la société Studios Copra, spécialisée dans la post-production (montage virtuel, studios d'enregistrement et de mixage). Alain Lachassagne en assure la direction et la gestion jusqu'en 2006.

## Filmographie
- 1969 : Trente-six Heures, court métrage de Philippe Haudiquet
- 1972 : What a Flash! de Jean-Michel Barjol
- 1973 : Le Feu aux lèvres de Pierre Kalfon
- 1973 : Crépuscule, court métrage de Philippe Haudiquet
- 1973 : Les Hommes de Daniel Vigne
- 1973 : Le Grand Bazar de Claude Zidi
- 1974 : Les Quatre Charlots mousquetaires d'André Hunebelle
- 1974 : À nous quatre, Cardinal ! d'André Hunebelle
- 1974 : Les bidasses s'en vont en guerre de Claude Zidi
- 1974 : Gardarem lo Larzac de Philippe Haudiquet
- 1976 : Pour Clémence de Charles Belmont
- 1977 : Les Passagers de Serge Leroy
- 1977 : Pourquoi pas ! de Coline Serreau
- 1978 : Les Bâtisseurs / Larzac 75-77 de Philippe Haudiquet
- 1979 : Martin et Léa d'Alain Cavalier
- 1979 : L'Esprit de famille de Jean-Pierre Blanc
- 1979 : Ce répondeur ne prend pas de message d'Alain Cavalier
- 1980 : Rodriguez au pays des merguez de Philippe Clair
- 1980 : Pile ou Face de Robert Enrico
- 1980 : Retour à Marseille de René Allio
- 1980 : Les Années lumière d'Alain Tanner
- 1981 : Un étrange voyage d'Alain Cavalier
- 1981 : La Gueule du loup de Michel Léviant
- 1981 : Les Babas-cool de François Leterrier
- 1982 : Paradis pour tous d'Alain Jessua
- 1983 : Un chien dans un jeu de quilles de Bernard Guillou
- 1983 : Circulez y'a rien à voir de Patrice Leconte
- 1984 : Le Garde du corps de François Leterrier
- 1984 : Pinot simple flic de  Gérard Jugnot
- 1984 : Marche à l'ombre de Michel Blanc
- 1984 : Les Spécialistes de  Patrice Leconte
- 1985 : Moi vouloir toi de   Patrick Dewolf
- 1986 : Nuit d'ivresse de Bernard Nauer
- 1986 : La Vie dissolue de Gérard Floque de Georges Lautner
- 1986 : Thérèse d'Alain Cavalier
- 1987 : Travelling avant de Jean-Charles Tacchella
- 1987 : Promis…juré ! de Jacques Monnet
- 1987 : La Maison assassinée de Georges Lautner
- 1988 : L'Étudiante de Claude Pinoteau
- 1989 : L'Invité surprise de Georges Lautner
- 1991 : L'Année de l'éveil de Gérard Corbiau
- 1992 : Le Zèbre de Jean Poiret

## Distinctions

### Nominations
Il a été nommé à deux reprises lors des César du cinéma :
- en 1980 pour Martin et Léa d'Alain Cavalier ;
- en 1987 pour Thérèse d'Alain Cavalier.